# Oksbøl (Sønderborg Kommune)
Oksbøl (deutsch: Oxbüll; Sønderjysk bzw. Alsisk: Åwsböl) ist eine kleine dänische Ortschaft der Kommune Sonderburg auf der Insel Als (dt.: Alsen) in der Region Syddanmark. Vor der Kommunalreform 2007 gehörte Oksbøl zur Kommune Norburg.
Oksbøl liegt etwa drei Kilometer südlich von Nordborg (dt. Norburg). Im Ort leben derzeit (Stand 1. Januar 2023) 399 Einwohner, im gesamten Kirchspiel (dänisch Sogn) Oksbøl Sogn 734.
Die romanische Kirche von Oksbøl besitzt einen gotischen Kirchturm und ein Altarbild aus dem 15. Jahrhundert.

## Persönlichkeiten
- Hans Schmidt-Oxbüll (1899–1978), dänisch-deutscher Landwirt, Hauptvorsitzender des Bundes Deutscher Nordschleswiger